# Bill W. Benton
Bill W. Benton é um sonoplasta estadunidense. Venceu o Oscar de melhor mixagem de som na edição de 1991 por Dances with Wolves, ao lado de Jeffrey Perkins, Gregory H. Watkins e Russell Williams II.